# Freak Show (musikalbum)
Freak Show är det andra studioalbumet utgivet av den australiska gruppen Silverchair. Albumet gavs ut 1997 och är deras "mörkaste" cd, enligt huvudmannen i bandet Daniel Johns.

## Låtlista
1. "Slave" - 3:57
2. "Freak" - 3:49
3. "Abuse Me" - 4:03
4. "Lie to Me" - 1:23
5. "No Association" - 3:56
6. "Cemetery" - 4:05
7. "The Door" - 3:38
8. "Pop Song for Us Rejects" - 3:15
9. "Learn to Hate" - 4:19
10. "Petrol & Chlorine" - 4:00
11. "Roses" - 3:33
12. "Nobody Came" - 6:14
13. "The Closing" - 3:26